# No Quarter
Pour les articles homonymes, voir No Quarter (homonymie).
Pistes de Houses of the Holy
D'yer Mak'er
(6) The Ocean
(8)
No Quarter est une chanson du groupe britannique Led Zeppelin, apparue sur l'album Houses of the Holy, sorti en 1973. Elle a été composée par John Paul Jones, Jimmy Page et Robert Plant.
Comme c'est le cas d'autres chansons écrites par Plant (Immigrant Song), ses paroles évoquent la mythologie nordique, avec une évocation du dieu Thor (The winds of Thor are blowing cold).
Elle devient un classique des concerts de Led Zeppelin à partir de la tournée américaine de 1973, et ils la jouent systématiquement jusqu'en 1979. Durant ces représentations, un brouillard artificiel envahit la scène, et John Paul Jones improvise souvent sur ses claviers, jouant diverses pièces classiques, notamment de Rachmaninov. Durant un concert de 1977, l'interprétation de No Quarter dure trente-six minutes, cinq fois plus longtemps que la version de l'album. Cette chanson apparaît également dans le film The Song Remains the Same.
Jimmy Page, Robert Plant et John Paul Jones ont repris No Quarter dans leurs carrières solos respectives. Page et Plant ont repris ce titre pour nommer leur album de 1994 No Quarter: Jimmy Page and Robert Plant Unledded.
Le groupe de metal progressif Tool a fait une reprise de No Quarter qui figure dans leur coffret Salival (leur batteur Danny Carey étant un immense fan de John Bonham).